# Постронна
Постронна (пол. Postronna) — село в Польщі, у гміні Копшивниця Сандомирського повіту Свентокшиського воєводства.
Населення — 238 осіб (2011).
У 1975-1998 роках село належало до Тарнобжезького воєводства.

## Демографія
Демографічна структура на день 31 березня 2011 року:
|          | Загалом | Допрацездатний вік | Працездатний вік | Постпрацездатний вік |
| -------- | ------- | ------------------ | ---------------- | -------------------- |
| Чоловіки | 124     | 24                 | 86               | 14                   |
| Жінки    | 114     | 20                 | 70               | 24                   |
| Разом    | 238     | 44                 | 156              | 38                   |